# Bursa Jerozolimska w Krakowie
Bursa Jeruzalem – bursa dla studentów Uniwersytetu Krakowskiego ufundowana przez biskupa krakowskiego, kardynała Zbigniewa Oleśnickiego. W wyniku pożaru w 1841 wyburzona w 1869 roku.
Kardynał Oleśnicki miał ślubować odbycie pielgrzymki do Ziemi Świętej, ale z powodu rozlicznych zajęć politycznych nigdy nie znajdował czasu na wypełnienie przyrzeczenia. Gdy zdał sobie sprawę, że wiek i stan zdrowia nie pozwolą mu już na odbycie pielgrzymki, postanowił dokonać dosyć często w owych czasach praktykowanej zamiany ślubów. Zamiast zatem wędrować do Ziemi Świętej, zbudował bursę dla studentów Akademii Krakowskiej i nazwał ją Jeruzalem. Bursa powstała w latach 1453–1456, a nad dokończeniem fundacji po śmierci Oleśnickiego czuwał m.in. Jan Długosz. Znajdowała się na rogu obecnej ul. Gołębiej i ul. Jagiellońskiej, naprzeciwko Collegium Minus. Był to duży jednopiętrowy kamienno-ceglany budynek z wewnętrznym dziedzińcem otoczonym krużgankiem, własną kuchnią, izbą wspólną (stuba communis), biblioteką i pokojami dla 100 studentów oraz seniora, przełożonego bursy. Pierwotny budynek spłonął najprawdopodobniej już w 1462 r., odrestaurowany został dzięki staraniom Jana Długosza. W 2 poł. XVI w. bursa popadła w ruinę, z której podniósł ją dopiero bp. Jakub Zadzik, przeznaczając znaczną kwotę na jej odbudowę.
W 1818 r. w trakcie remontu obu budynków połączono Bursę Jeruzalem ze stojącą obok Bursą Filozofów. Obie bursy spłonęły w nocy z 25 na 26 czerwca 1841 r. Ostateczne wyburzenie ruin Bursy nastąpiło w 1869 r., zaś na ich miejscu w latach 1883–1887 powstało Collegium Novum. Jedynym elementem pozostałym z gmachu Bursy Jeruzalem jest jej tablica fundacyjna, której kopia wmurowana jest obecnie na dziedzicu Collegium Maius. Oryginał znajduje się w Muzeum UJ.